# Azariahu
Azariahu o Azaries (segles X-IX aC) va ser un profeta hebreu, segons el Text masorètic, fill d'Oded, que va profetitzar davant del rei Asà de Judà (911-870) instigant-lo a que lluités contra els ritus pagans, a eliminar les seves imatges i a instaurar el culte a Jehovà.
Els Llibres de Cròniques expliquen que responent a la crida d'Azaries, el rei Asà va dur a terme diverses reformes, destruint ídols i reparant l'altar de Jehovà al Temple de Jerusalem. Va arribar un període de pau després d'aquestes reformes.